# Juan José Alvarado
Juan José Alvarado (*1798 en la ciudad de la Esperanza, Intibucá - †1857 en la ciudad de Gracias, Lempira) abogado, jurista, político y presidente provisional entre el 15 de abril de 1839 al 27 de abril de 1839.

## Biografía
Juan José Alvarado, residió en la ciudad de Gracias a Dios, en el departamento de Lempira, donde trabajó como topógrafo, asimismo como Juez de Primera Instancia en la jurisdicción de la ciudad, y luego fue nombrado gobernador de Gracias. Durante se llevó a cabo la Decimoprimera Asamblea Constituyente, fue elegido por el Parlamento como presidente y el 26 de octubre de 1838, bajo el gobierno de José María Martínez Salinas, el Estado de Honduras se declara “Estado libre, Soberano e Independiente”.
Más tarde estando el general conservador Francisco Ferrera involucrado en una confrontación con el gobierno federal liderada por el unionista general Francisco Morazán, se llevó a la separación del Estado de Honduras de la República Federal Centro Americana. El 5 de abril de 1839 las tropas hondureñas se enfrentaron junto a las de Nicaragua a las tropas salvadoreñas unionistas lideradas por Morazán en la Batalla del Espíritu Santo, donde resultó derrotado el líder hondureño.

## Consejero encargado del Poder Ejecutivo
Sucedió que el presidente en funciones Juan Francisco de Molina abandono la administración del estado, debido a la derrota de los ejércitos de Nicaragua y Honduras contra El Salvador el 5 de abril de 1839, los ejércitos salvadoreños al mando del general unionista Francisco Morazán no tenía vacilaciones; Molina dejó el poder a su consejero Felipe Neri Medina Valderas Córdova, quien dos días después lo entregaría a Juan José Alvarado un 15 de abril, Siendo la presidencia más fugaz en la historia de Honduras, Juan José Alvarado entregaría la administración al ministro José María Guerrero, en fecha 27 de abril de 1839. 
El problema presidencial concluyó una vez nombrándose al general José Francisco Zelaya y Ayes como Presidente
Alvarado, continuó residiendo en Gracias a Dios, donde falleció en 1857 a la edad de 59 años.